# Jakob Ignaz Hittorff
Jakob Ignaz Hittorff, též Jacques Ignace Hittorff (20. srpna 1792 v Kolíně nad Rýnem - 25 března 1867 v Paříži) byl francouzský architekt německého původu. K jeho hlavním dílům patří kostel svatého Vincence z Pauly v Paříži, který postavil spolu se svým tchánem, architektem Jean-Baptistem Lepèrem, a pařížské nádraží Gare du Nord.

## Dětství
Rodiče Franz Alexander (1767-1823) a Maria Agnes Hittorff (rozená Hansmann; 1766-1811) a jejich děti Jakob Ignaz, Maria Adelheidis (* 1790), Caecillia (* 1795) a Maria Margeretha (* 1797) žili v Kolíně nad Rýnem poblíž kostela Klein St. Martin. Franz Alexander byl klempíř a stavební dodavatel v Kolíně nad Rýnem, jehož záliba v kolínských kostelech přiměla jeho syna Jakoba Ignaze Hittorffa stát se architektem. Po absolvování střední školy v Kolíně nad Rýnem, který byl obsazen francouzskými vojsky, se Hittorff kolem roku 1808 vyučil u kolínského zednického mistra Franze Leistena (1754–1833). Ten v roce 1804 získal po sekularizaci komplex kolínského kláštera Kreuzbrüder, který v roce 1808 rozšířil. Novou budovu na rohu Schildergasse č. 84 navrhl částečně jeho učeň Jakob Ignaz Hittorff. Poté se Hittorff v roce 1810 přestěhoval do Paříže na doporučení Ferdinanda Franze Wallrafa a jeho kolínského přítele Franze Christiana Gau. Oba ses stali francouzskými občany v důsledku francouzské anexe levého břehu Rýna.

## Působnost v Paříži
Zatímco Gau založil v Paříži architektonický ateliér, Hittorff byl přijat na École des Beaux-Arts v srpnu 1811 a ihned ho zaměstnal jeho učitel François-Joseph Bélanger, aby naplánoval stavbu jatek Rochechouart. Jako jeho asistent se Hittorff podílel na rekonstrukci kupole dnešní Bourse de commerce ve čtvrti Halles. Gau a Hittorff se současně dvořili dceři francouzského architekta Jean-Baptiste Lepère. Když ji získal Hittorff, přátelé se navždy rozešli. Hittorff se oženil s Rose Élisabeth Lepère (1804–1870) dne 2. prosince 1824. Z manželství vzešly dvě děti, Charles Joseph Hittorff (1825-1898) a Isabelle Hittorff (1830-1889).
Dalším jeho učitelem byl Charles Percier, který ovlivnil Hittorffovu pozdější tvorbu. Hittorff hrál klíčovou roli při výstavbě veřejných budov za restaurace Bourbonů po roce 1814 a získal titul „Inspecteur du Roi pour les fêtes et cérémonies“ (Králův dozorce nad svátky a slavnostmi). V důsledku Vídeňského kongresu v roce 1815 ztratil Hittorff své francouzské občanství a stal se opět Němcem. V roce 1818 vystřídal svého učitele Bélangera jako „Architecte de la ville de Paris et du Gouvernement" (Architekt města Paříže a vlády). Tento úřad zastával jako dvorní architekt až do roku 1848. V letech 1822-1824 pobýval 18 měsíců na Sicílii, kde byl archeologicky činný a zaznamenával antické stavby, které byly dříve nedostatečně prozkoumány. Hittorff, stále spojený se svým rodným Kolínem nad Rýnem, vypracoval v roce 1828 první stavební návrh pro Wallrafovo-Richartzovo muzeum.
Až do červencové revoluce roku 1830 byl Hittorff módním architektem. Mimo jiné rekonstruoval divadlo Salle Favart (1824) a postavil Théâtre de l'Ambigu-Comique (1827–1828), nejvýraznější pařížské divadlo té doby. Po revoluci přišel o post hlavního královského architekta, ale král Ludvík Filip ho jmenoval „Architecte en chef“ pro vládní budovy.
V letech 1826-1830 Hittorff vydal tři svazky své „Architecture antique de la 5ème siècle“, v roce 1830 vyšla jeho esej „Architecture polychrome chez les Grecs“, která navázala na dlouhotrvající spor o to, zda antická architektura byla kdysi mramorová - čistě bílá nebo polychromovaná. Hittorffův výzkum na Sicílii jasně prokázal polychromii. V roce 1834 Gottfried Semper vydal vlastní, ještě dalekosáhlejší teorii založenou na Hittorffových úvahách o polychromii.
Kostel sv. Vincence z Pauly pravděpodobně postavil Lepère, barevné předlohy ale pocházejí od Hittorffa, stejně jako polychromované zařízení a krov. Zahájení stavby 23. srpna 1824 organizoval Lepère, úrovně přízemí bylo dosaženo až v roce 1831. Po skončení finanční krize ve Francii stavba pokračovala v roce 1833. Hittorff změnil svůj plán korintského řádu a navrhl iónské sloupoví, doplněné o kostel s pěti loděmi. Kostel byl vysvěcen v říjnu 1844. Dne 24. dubna 1835 město Paříž pověřilo architekta návrhem náměstí Svornosti se čtyřmi přístupovými ulicemi a čtyřmi fontánami. Dne 25. října 1836 zde byl na podstavci navrženém Hittorffem vztyčen obelisk z Luxoru a zbudovány dvě fontány. Dále v roce 1841 postavil Cirque d'été a v roce 1851 Cirque d'hiver, oba sály měly prostor pro 6000 lidí.
Dne 16. dubna 1842 Hittorff poprvé kandidoval do Académie des Beaux-Arts jako nástupce architekta Jean-Marie-Auguste Guénepina, který zemřel 5. dubna 1842, ale neúspěšně. Dne 12. července 1842 Ludvík Filip formálně udělil Hittorffovi francouzskou národnost, takže mu nic nestálo v cestě kandidatuře na Académie des Beaux-Arts. Po přijetí na akademii v Berlíně a Mnichově následovalo v roce 1843 jmenování čestným členem Císařské a královské akademie ve Vídni. Hittorffova cíle bylo dosaženo až v roce 1853, kdy mu bylo uděleno jedno z nejvyšších vyznamenání ve Francii, členství v Académie des Beaux-Arts jako nástupce architekta Jeana Jacquese-Marie Huvé. V té době byl již hlavním pařížským architektem jeho konkurent Georges-Eugène Haussmann.
V letech 1844-1850 postavil na Rue Soufflot radnici 5. obvodu. Dne 12. dubna 1855 obdržel Hittorff zakázku na přestavbu kostela Saint-Germain-l'Auxerrois a dne 1. září 1855 přednesl sedm variant renovace. Dne 24. ledna 1854 byl vyznamenán pruským řádem Pour le Mérite. V červnu 1853 navrhl spojovací ulici mezi Bois de Boulogne a Place de l'Étoile, dnešní Avenue Foch - se 120 metry nejširší ulici v Paříži, která byla otevřena 31. března 1854. Vyhláškou ze 13. srpna 1854 byl pověřen stavebními úpravami na Place de l'Étoile. Tím obnovil plán města s „královskou osou“ od Place de la Concorde přes Champs-Élysées a Place de l'Étoile k Bois de Boulogne.
V letech 1858-1860 postavil radnici 1. obvodu. Jeho poslední velkou stavbou bylo nádraží Gare du Nord. Stavba byla zahájena v květnu 1861 a dokončena v prosinci 1865. V roce 1865 odcestoval do Itálie, kde studoval nejnovější vykopávky v Pompejích. Poté přestal přijímat stavební zakázky. Bydlel se svou rodinou v malém domě ve čtvrti Notre-Dame-de-Lorette. Zde zemřel 25. března 1867, kdy byl již hlavním městským urbanistou Haussmann. Byl pohřben na hřbitově Montmartre. Baron Haussmann, který viděl v Hittorffovi protivníka, dokázal ve druhé polovině století jako prefekt Paříže prosadit ještě důkladnější urbanistickou obnovu, přičemž zčásti převzal Hittorffovy návrhy.
Dne 26. prosince 1893 byla v 10. obvodu otevřena 66 m dlouhá ulice, která byla pojmenována na architektovu počest Rue Hittorf. Na uliční ceduli je špatně napsáno „Hittorf“ pouze s jedním „f“ – jako uvádí i velká část francouzské odborné literatury. Když byla 9. ledna 1896 v kolínské čtvrti Riehl po něm pojmenována ulice, převzala rovněž tuto pravopisnou chybu - Hittorfstraße.

## Význam
Hittorff se podílel na významných stavbách francouzského císařství. Jeho plány na „královskou osu“ byly pro pařížské ulice průlomové. Jako architekt reprezentativní staveb prosazoval historismus typický pro 19. století. Alexander von Humboldt, který sám nějakou dobu žil v Paříži, se s Hittorffem poprvé setkal 11. května 1826. Humboldt přivezl do Berlína sedm Hittorffových akvarelových perokreseb s vyobrazeními ze starověku i současnosti pro krále Fridricha Viléma IV.

## Pozůstalost
Jeho syn Charles-Joseph Hittorff nechal v roce 1898 převést většinu Hittorffova majetku do Kolína nad Rýnem, kde byla zahrnuta do sbírky tisků a kreseb Wallrafova-Richartzova muzea. Téměř 8000 grafických děl a dokumentů z této pozůstalosti tvoří přehled mezinárodního výzkumu starověku, architektury a urbanismu 19. století. Patří sem i soubory děl dalších významných umělců té doby, jako byli např. Louis-François Cassas (1756-1827), Jean-Baptiste Lepère nebo Jean-François-Joseph Lecointe (1783-1858).
Alba s architektonickými kresbami z pozůstalosti uchovává Univerzitní a městská knihovna v Kolíně nad Rýnem.

## Dílo

### Stavby (výběr)
- Théâtre de l’Ambigu-Comique, Paříž (1827-1828, zbořeno 1966)
- Výzdoba Avenue des Champs-Élysées od Place de la Concorde po Place Charles-de-Gaulle, kde pod Hittorffovým vedením nebo podle jeho návrhů vznikla tato díla:
  - Podstavec luxorského obelisku, Place de la Concorde (1836)
  - dvě fontány na Place de la Concorde (1835-1840)
  - Rotunda des Panoramas (1838-1839), dočasně připojená k Palais de l'Industrie v roce 1855, zbořeno před rokem 1857
  - Cirque d'été (1841; zbořeno)
  - Théâtre Marigny (zbořeno v roce 1881)
  - Restaurace Laurent a Ledoyen
  - čtyři fontány na Rond-Point des Champs-Elysées
  - Plynové lucerny, kandelábry a další pouliční mobiliář
- Kostel sv. Vincence z Pauly, Paříž (1843-1853, spolu s Jean-Baptistem Lepèrem)
- Cirque d'hiver, Paříž (1852)
- Návrhy pro dvanáct budov na Place Charles-de-Gaulle (1857)
- Radnice 1. pařížského obvodu (1858-1860)
- Gare du Nord (1861-1865)

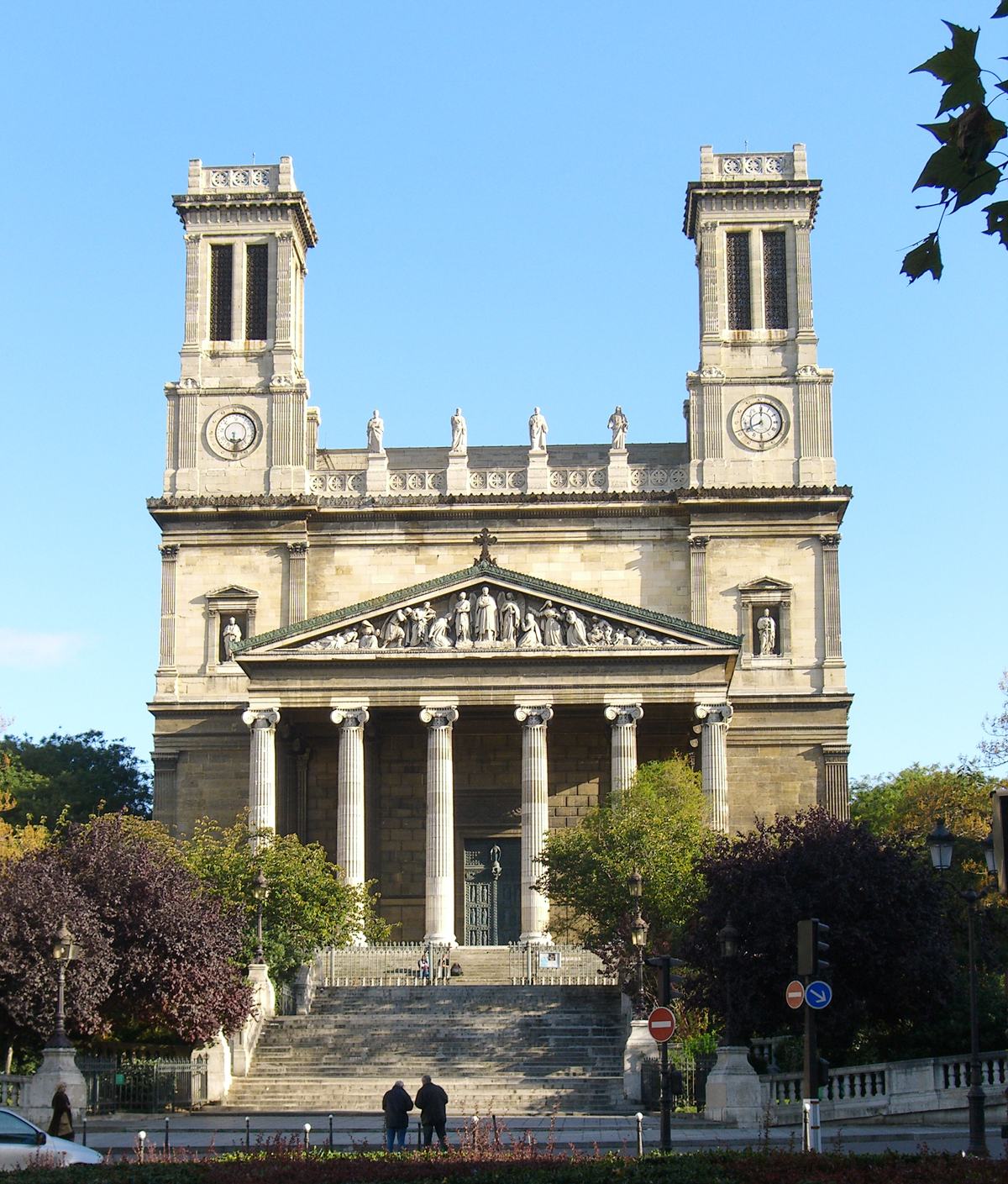
Kostel sv. Vincence z Pauly
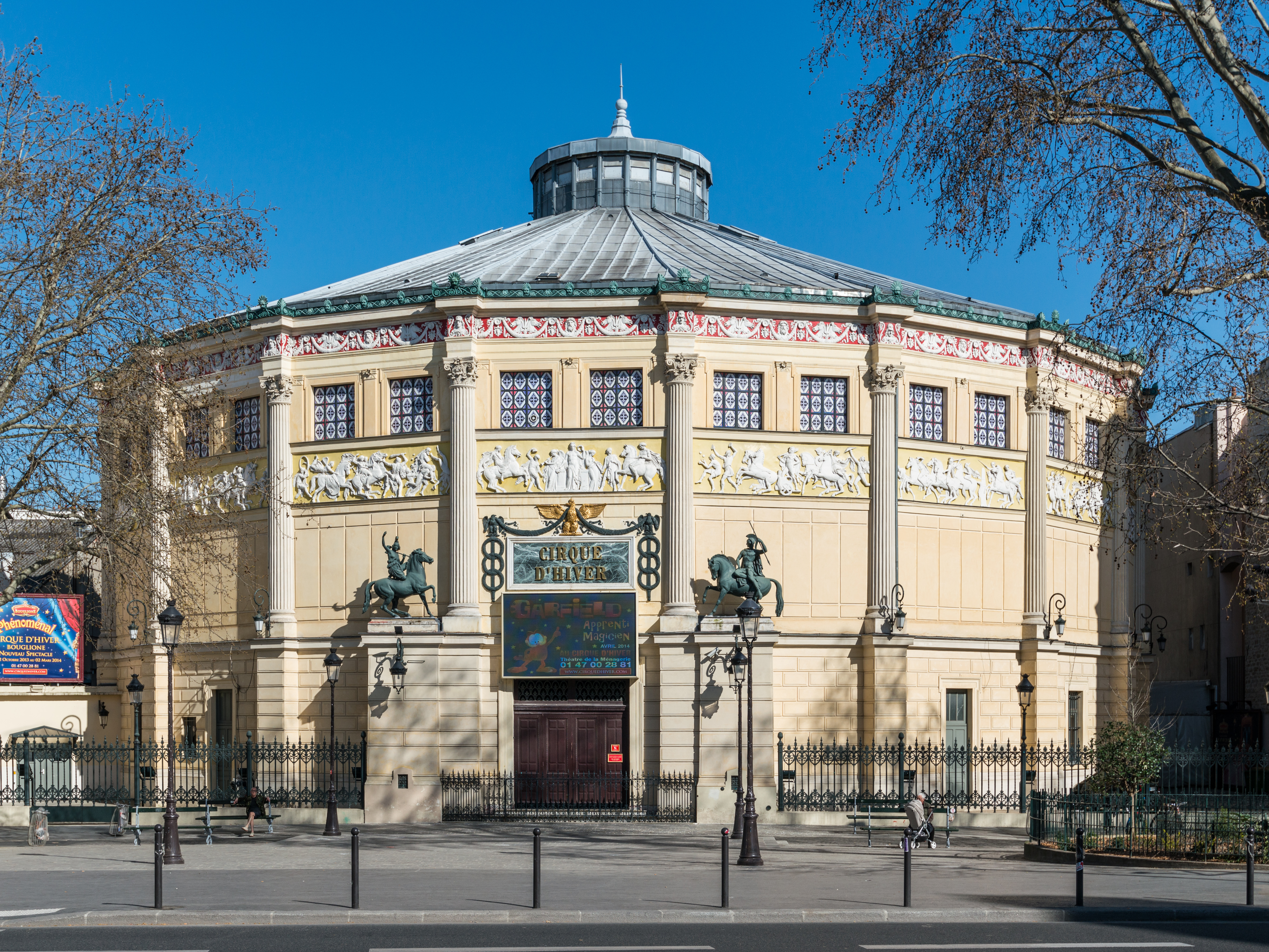
Cirque d'hiver
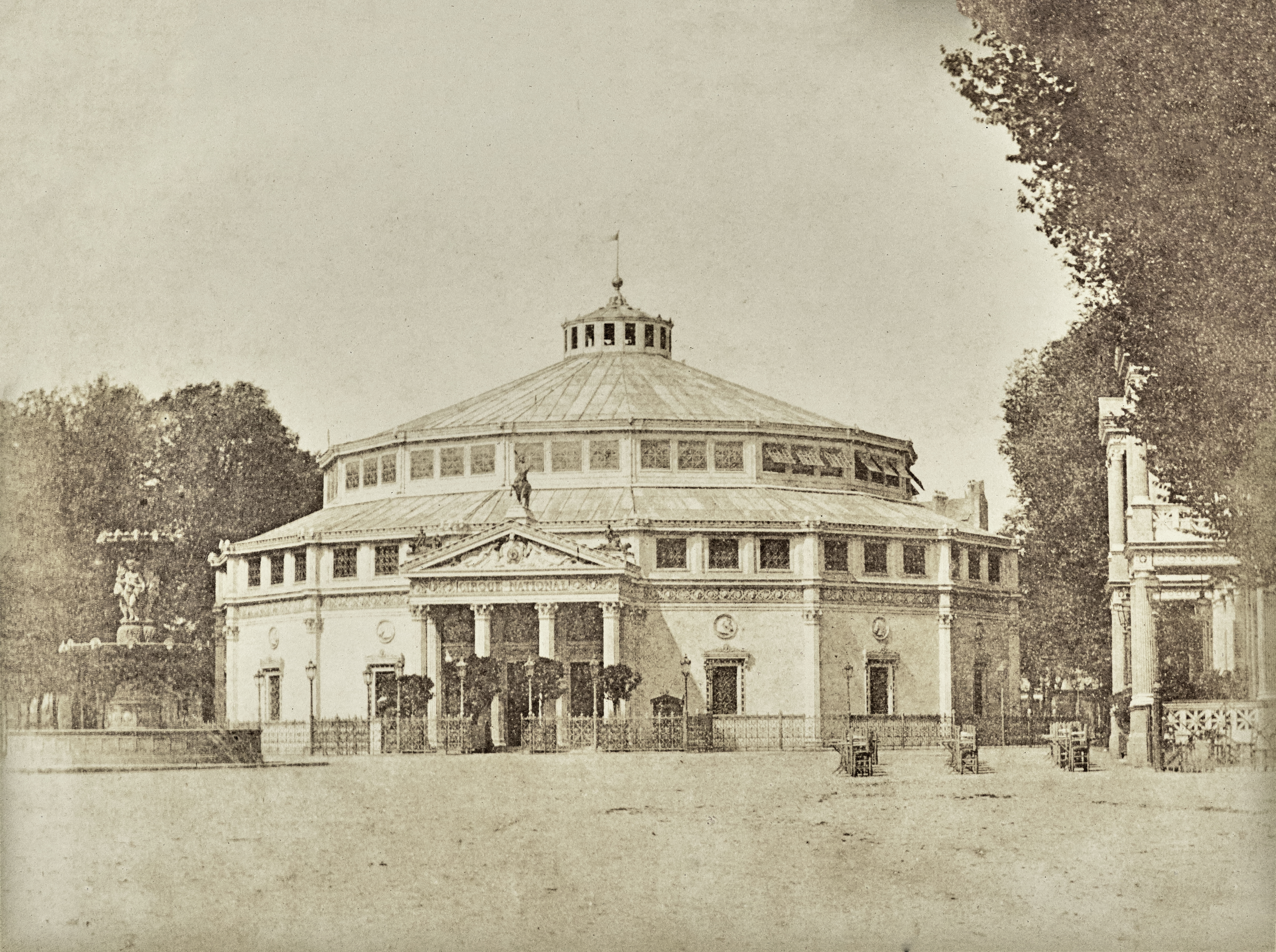
Cirque d'été
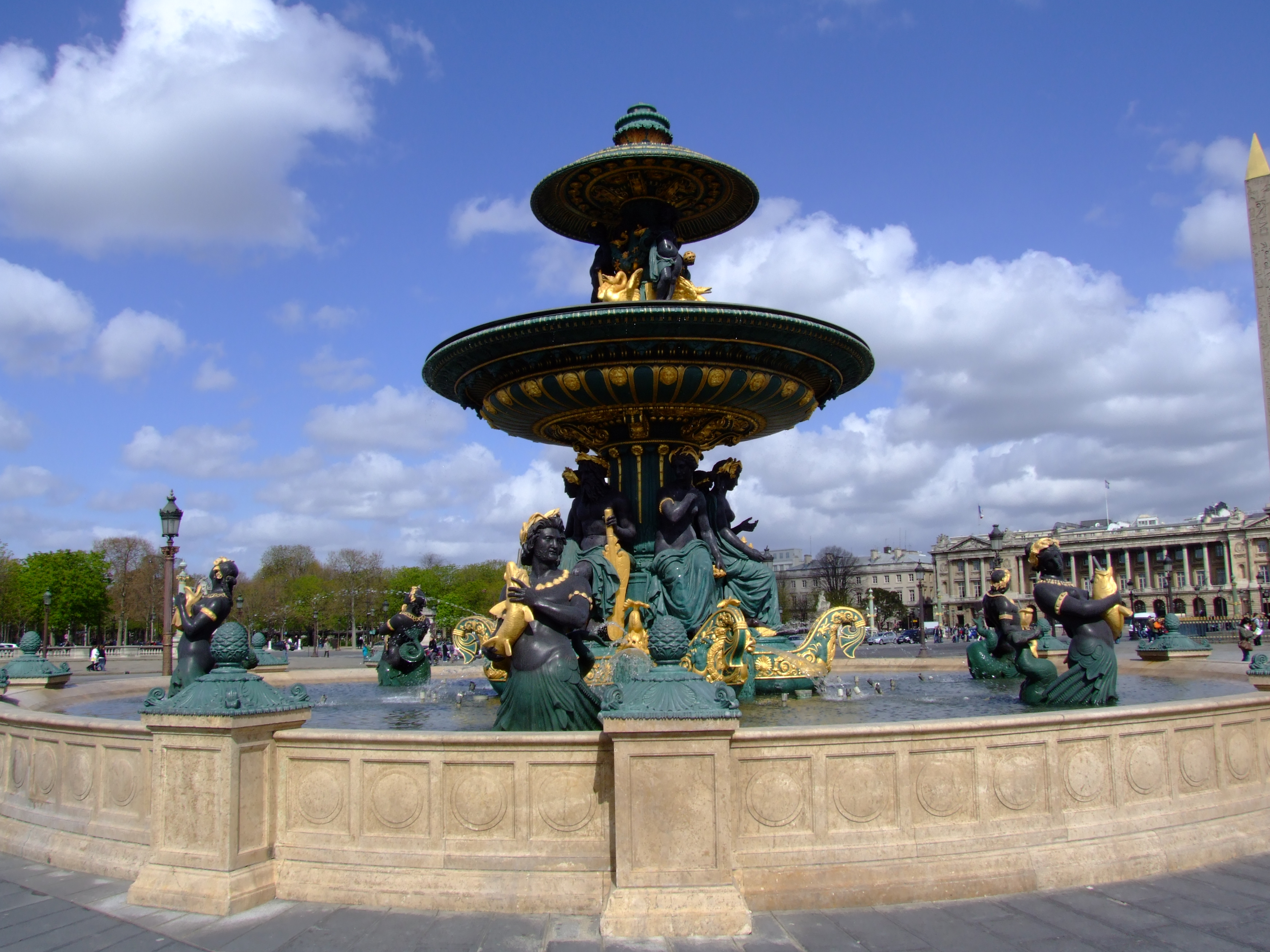
Fontány Svornosti
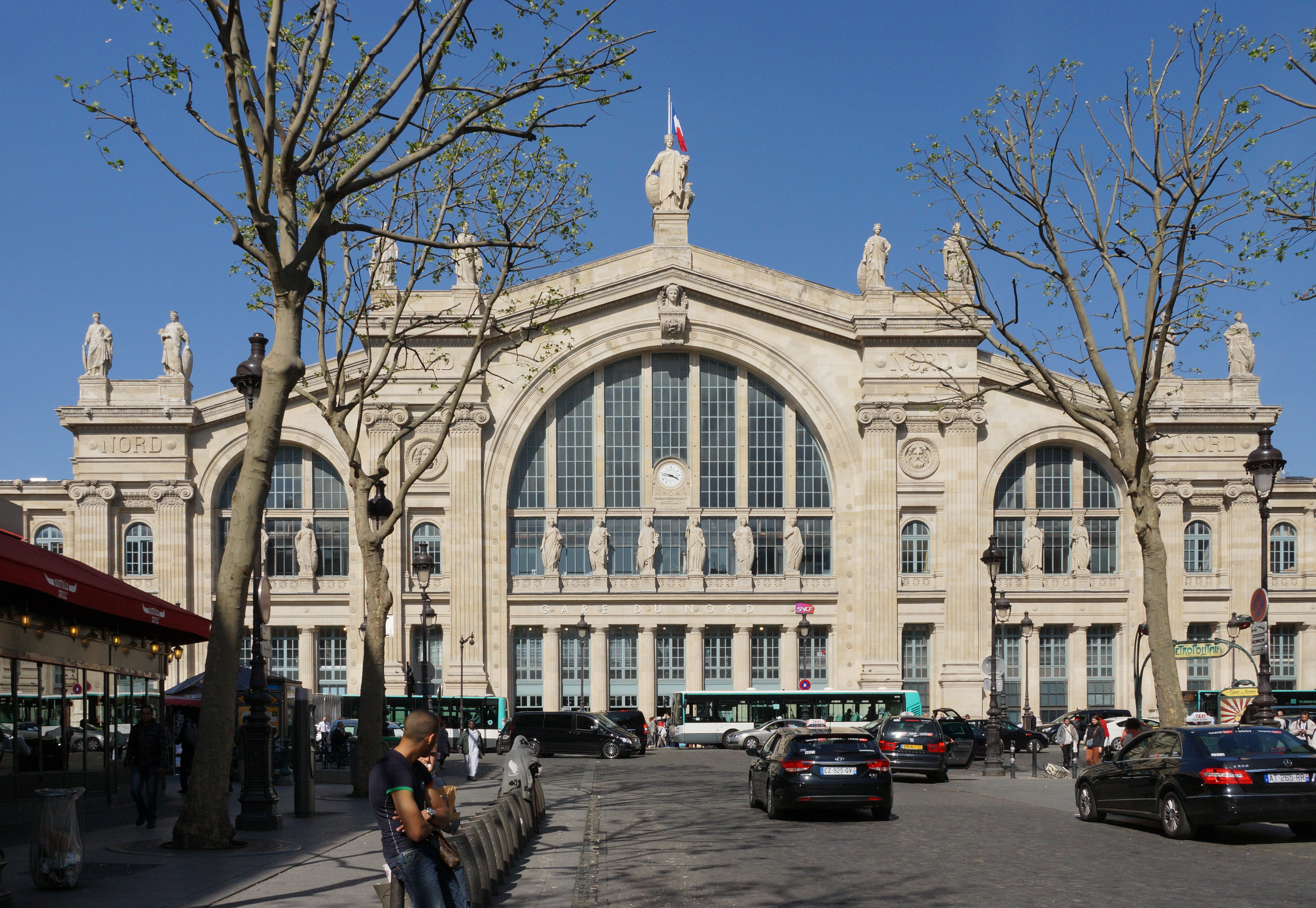
Gare du Nord
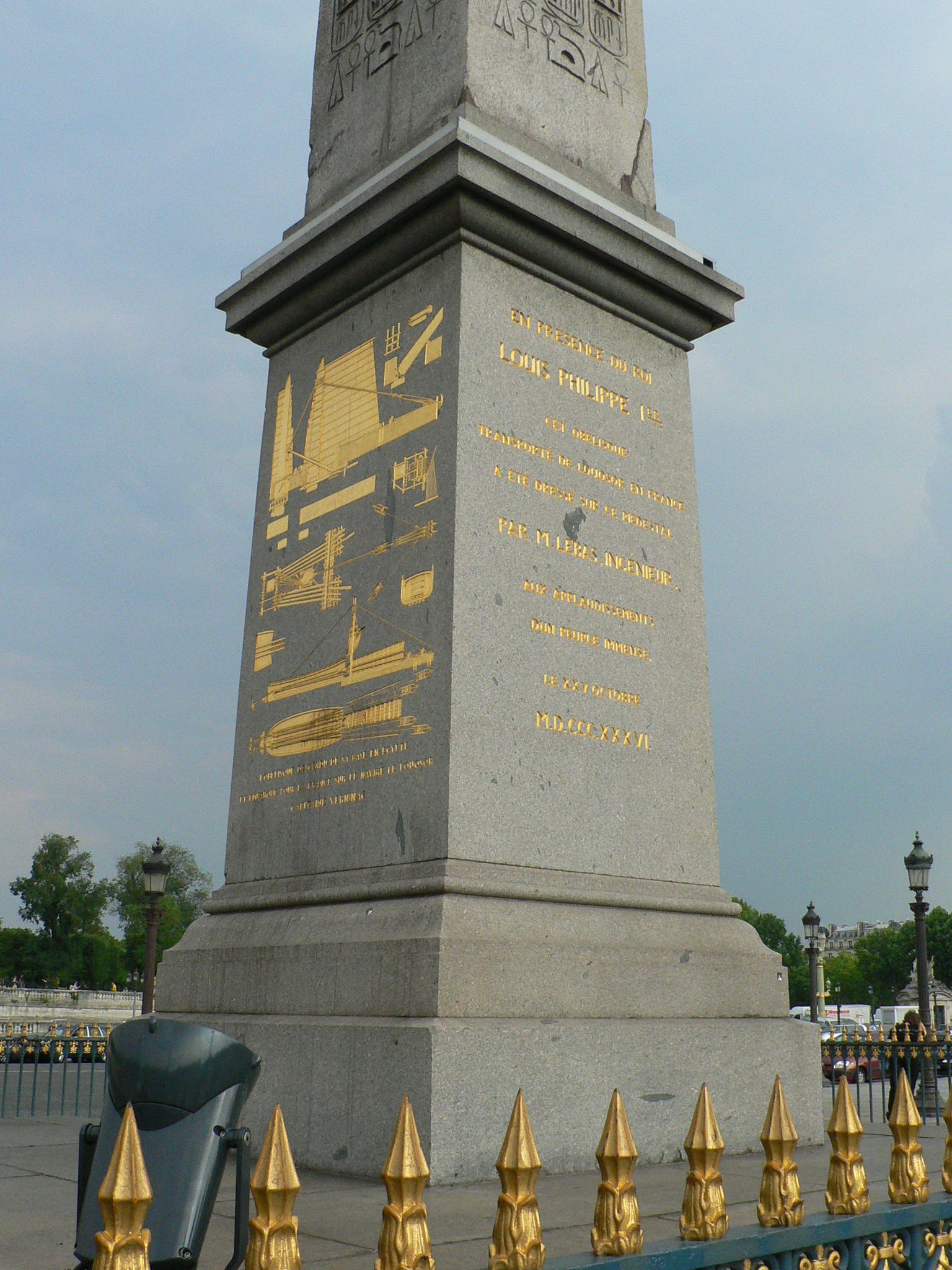
Podstavec luxorského obelisku
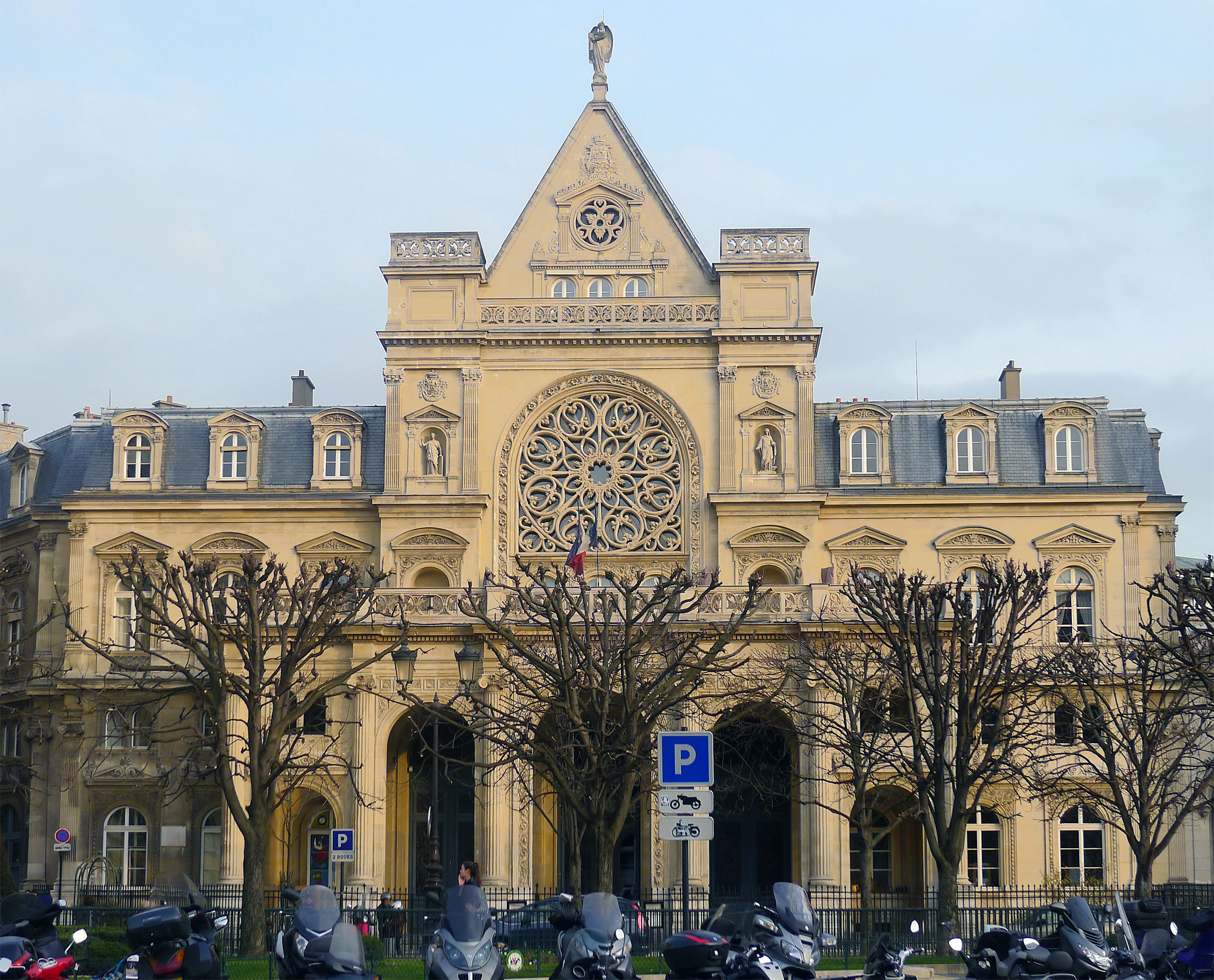
Radnice 1. obvodu
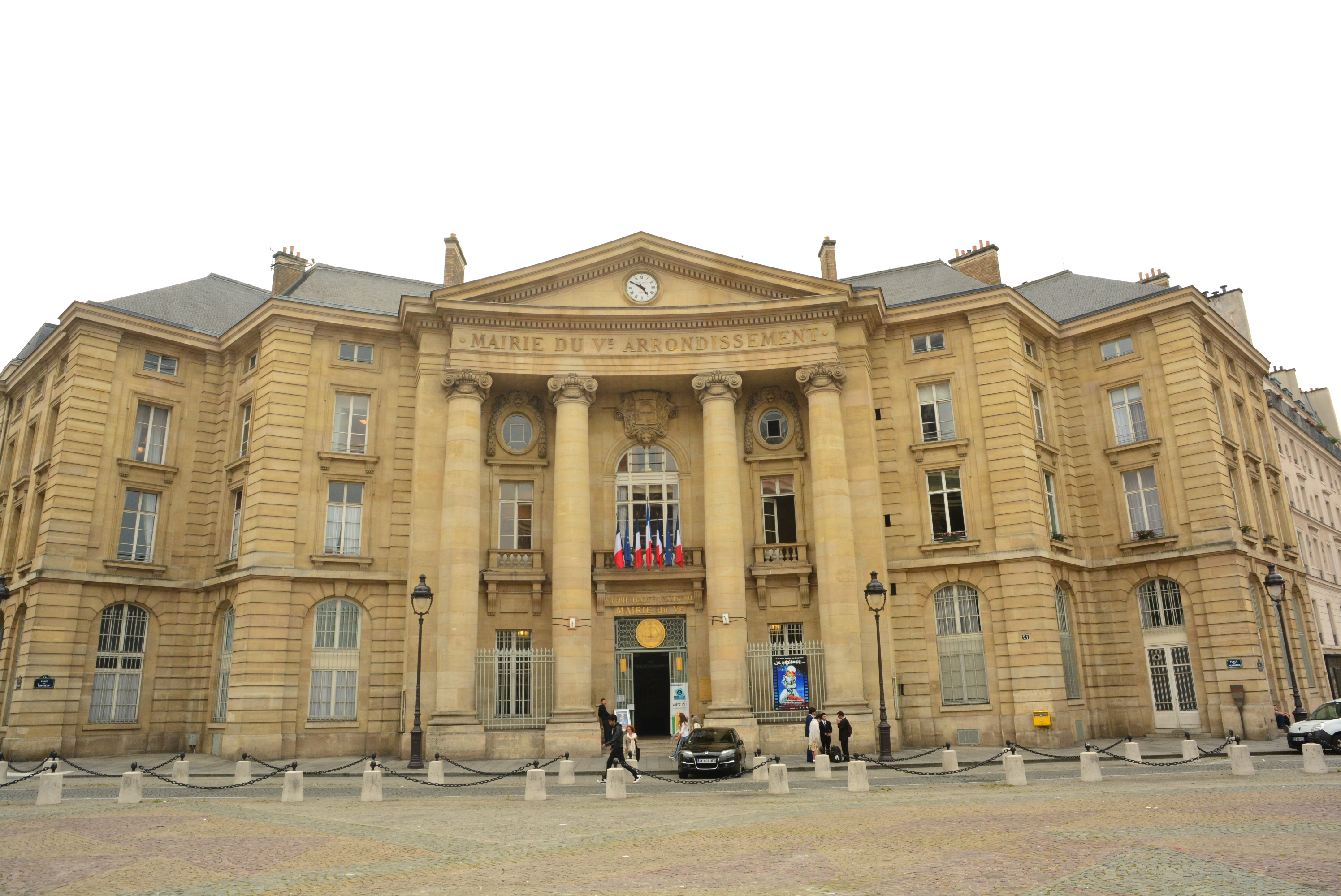
Radnice 5. obvodu

### Spisy
- De l'architecture polychrome chez les Grecs, nebo restituce complète du temple d'Empédocles dans l'acropolis de Sélinunte. In: Annali dell'Instituto di Corrispondenza Archeologica, sv. 2, 1830, s. 263-284
- Restitution du temple d'Empédocle à Sélinonte, ou L'architecture polychrome chez les Grecs (1851)
- Ludwig von Zanth: Architecture antique de la Sicile, ou, Recueil des plus intéressans monumens d'architecture des villes et des lieux les plus remarquables de la Sicile ancienne mesurés et dessinés par J. Hittorff et L. Zanth, 1826, 1830 (vyšel pouze 1. díl ze tří plánovaných svazků).
  - 2. vydání Recueil des Monuments de Ségeste et de Sélinonte mesurés et dessinés par J. Hittorff et L. Zanth, suivi de recherches sur l'origine et le développement de l'architecture religieuse chez les Grecs, Paříž 1870
- Architecture moderne de la Sicile (1826–1835)